# Xyris pancheri
Xyris pancheri là một loài thực vật hạt kín trong họ Hoàng đầu. Loài này được Rendle miêu tả khoa học đầu tiên năm 1899.